# إينا شيبهارا
إينا شيبهارا (مواليد 12 فبراير 1998) هي لاعبة تنس محترفة يابانية، أعلى تصنيف لها في الزوجي كان ال4 في مارس 2022.

## روابط خارجية
- إينا شيبهارا على موقع رابطة محترفات التنس (الإنجليزية)
- إينا شيبهارا على موقع الاتحاد الدولي لكرة المضرب (الإنجليزية)
- إينا شيبهارا على موقع كأس بيلي جين كينغ (الإنجليزية)
- إينا شيبهارا على موقع بطولة ويمبلدون (الإنجليزية)
- إينا شيبهارا على موقع خلاصة التنس.كوم (الإنجليزية)
- إينا شيبهارا على موقع إي إس بي إن.كوم (الإنجليزية)
- إينا شيبهارا على موقع اللجنة الأولمبية الدولية (الإنجليزية)
- إينا شيبهارا على موقع أوليمبيديا (الإنجليزية)